# Тарзанова авантура у Њујорку
Тарзанова авантура у Њујорку је филм из 1942. који је заснован на ликовима које је створио Едгар Рајс Бароуз. То је шести филм из серијала о Тарзану у којем глуми Џони Вајсмилер.

## Улоге
| Глумац          | Улога                      |
| --------------- | -------------------------- |
| Џони Вајсмилер  | Тарзан                     |
| Морин О'Саливан | Џејн                       |
| Џони Шефилд     | дечак                      |
| Вирџинија Греј  | Кони Бич                   |
| Чарлс Бикфорд   | Бак Ранд (власник циркуса) |
| Пол Кели        | пилот Џими Шилдс           |
| Елмо Линколн    | радник у циркусу           |